# تقلا
تقلا (باليونانية القديمة: Θέκλα) ووفق المصطلحات المسيحية القديسة تقلا، إحدى قديسيات المسيحية المبكرة ومن أتباع القديس بولس الرسول، تكرم كقديسة في الكنيسة الكاثوليكية يوم 23 سبتمبر، وفي الكنائس الأورثوذوكسية الشرقية والمشرقية يوم 24 سبتمبر. وقد ذكرت لأول مرة في أبوكريفا سفر أعمال بولس وتقلا الذي تعود للقرن الثاني الميلادي؛ وتعتبر من أولى الشهيدات وفق الإيمان المسيحي ومعادلة للرسل.

## حياتها
ولدت عام 30م في مدينة قونية (آسيا الصغرى، تركيا حاليًا)، من أبوين وثنيين. وما أن بلغت الثامنة عشرة من عمرها حتى خطبها ذووها إلى شاب اسمه تاميريس. لكنها لم تتزوّج لأن الرسول بولس مر بمدينة إيقونية نحو عام 45م مبشرا بالإنجيل، فاستمعت تقلا لمواعظه وخطبه واقتنعت على إثرها بالدعوة المسيحية. وقد اعترفت تقلا لأهلها بأنها لم تعد ترغب في الزواج وأنها قد نذرت عذريتها ليسوع، فحاول أهلها ثنيها عن عزمها بجميع الوسائل لكن دون جدوى من الكلام الحسن فلجأ إلى التعذيب وحرمانها من الطعام. أخيرًا اهتاجت الأم هياجًا شديدًا وودّت لو قتلتها. فأخذتها إلى والي المدينة الذي حاول بكل الطرق الممكنة أن يردّها عن قرارها، فواجه فيها إرادة صلبة ثابتة. فتهدّدها بأن يلقيها في النار حيّة فلم تأبه، فأمر بإيقاد نار شديدة وألقاها فيها لكن هطول مطر غزير اطفأ النار وخرجت سالمة من كل أذى. وبعدها هربت تقلا من المدينة وتبعت الرسول بولس، ثم جاءت وإياه إلى مدينة أنطاكية.
في أنطاكية، واجهت تقلا استشهادها الثاني إذ وشي بها لدى الوالي أنها مسيحية، فحكم عليها الوالي بالموت، وألقاها للوحوش فلم تمسّها بأذى، كما يعتقد المسيحيون. ثم حاول ثانية وثالثة فكانت النتيجة أيّاها. إذ ذاك تعجب الوالي جدًا من القوة الفاعلة فيها وسألها: "من أنتِ وما هي هذه القوة الفاعلة فيك؟ !" فأجابت تقلا: " "أنا عبدة يسوع المسيح ابن الله الحيّ. هو وحده الطريق والحقّ والحياة وخلاص من يرجونه"، وفي روايات أخرى كان ردها: "أنا أمة الإله الحي" فأطلق الوالي سراحها، كما ذكر في سفر أعمال بولس وتقلا، ووفق التقاليد الكنسية اللاحقة ومن بينها خطب ومواعظ آباء الكنيسة.
بعد ذلك أرسلها الرسول بولس إلى مدينة «سلفكية الشام» أي معلولا. وقد توقفت في عدة مدن أثناء سيرها لمعلولا مثل مدينة اللاذقية حيث أقامت فترة من الزمن ناسكة في مغارة، وعند وصولها لمعلولا أقامت أيضا في إحدى المغارات وعرفت بموهبة شفاء الأمراض فتدّفق عليها الناس، وكثيرون اهتدوا إلى المسيحية بواسطتها. لكن الأمر لم يرق للأطباء في معلولا وقد بدأ مرضاهم يغادرونهم إليها، ثم اعتقدوا أن سحر تقلا هو في عذريتها، فأرسلوا رجالاً أشرارًا لفض عذريتها. هؤلاء طاردوها فهربت منهم فحاصروها فرفعت الصلاة إلى الله واستغاثت، فانشقت إحدى الصخور فدخلت فيها، فكانت الصخرة مخبًأ لها ومدفنًا. ويظن أن وفاة تقلا كان حوالي العام 90م، وهي أولى الشهيدات المسيحيات ومعادلة للرسل. وماتت عن عمر يناهز التسعين - حسب التقليد - ويعتقد أنها دفنت في مدينة سلوقية. ومصادر أخرى تقول أنها مدفونة في معلولا في الدير المخصص لها. في حين ان بعض الاعتقادات تقول ان القديسة قد سافرت مع القديس بولس إلى إسبانيا لنشر الدعوة المسيحية.

## أبوكريفا سفر أعمال بولس وتقلا
كتبت هذه الأبوكريفا في القرن الثاني للميلاد، حيث هي عبارة عن نص مكتوب بالقبطية عن سفر أعمال القديس بولس محكي على لسان القديسة تقلا، ويعتبرها البعض بمثابة رواية دينية حيث وثقها المؤرخ ترتليان والذي كان من أشد المعارضين له ولفكرة السماح للمرأة بالوعظ والتعميد، ويدعي ترتلين ان هذه الكتابات مزيفة وقد صاغها أحد القساوسة من آسيا الصغرى وتم اكتشاف زيفها عام 160 م وتم تجريد القس من رتبته الكنسية. وقد تم لاحقا العثور على نسخ قديمة باللغات اليونانية والقبطية منتشرة في المراكز المسيحية ومستعملة كمراجع من قبل آباء الكنيسة مما يشير إلى أنه تم اعتمادها حتى لو بشكل غير رسمي. استعملت لدى الكنسية الشرقية العديد من النسخ والاصدارت المختلفة لهذه اللأبوكريفا باللغات اليونانية، السيريانية والأرمنية مما يؤكد على المكانة المميزة التي تحتلها القديسة، كما هناك نسخ باللاتينية والأثيوبية حيث تختلف في بعض الأحيان عن نظيرتها اليونانية، في النسخة الأثيوبية يدعى ان القديسة قد قامت بالوعظ والتعميد.

## المكانة الدينية
في الكنيسة الشرقية، تعتبر من أولى الشهيدات وإحدى أوائل الرسل، حتى يعتبر أنها معادلة لهم. وقد انتشرت أخويات وطوائف دينية حول العالم الذين يقومون بتبجيل القديسة، خاصة في منطقة آسيا الوسطى ومصر، وبعض الأخويات الدينية قد اتخذوا القديسة كمثال عن الدور النسائي في نشر الدعوة المسيحية، مما اثار حفيظة طوائف أخرى المعارضين لفكرة المرأة الرسول. نالت احترام العديد من القديسين والرهبان مثل القديس باسيليوس وغريغوريوس ويوحنا الذهبي الفم، وكان الآباء القديسون عندما يريدون أن يعظموا إحدى النساء القديسات يشبّهونها بتقلا، وفي المجمع المسكوني السابع المنعقد سنة 787، قام أسقف سلوقية ومدح القديسة وعن تضحياتها والمعجزات التي تحققت على يدها. تعتبر شفيعة عدة مدن وقرى مثل معلولا، مدن في إيطاليا مثل: أوزيمو، إيستي، وإسبانيا مثل: طركونة وسيدجيس.

## مزارات وكنائس

### دير القديسة في معلولا
اقيم في مدينة معلولا السورية دير للراهبات قرب المغارة التي يعتقد أن القديسة قد احتمت فيها عند هروبها من الرومان، ويتم الوصول للمغارة عن طريق سلالم خشبية. وقرب الدير يقع الشق الصخري في الجبال حيث يعتقد أنه فتح بمعجزة الهية. يؤمه الزوار والمؤمنون من جميع أنحاء العالم للصلاة والتبرك على مدار السنة وخاصة في 14 سبتمبر من كل عام وهو عيد الصليب حيث تشتهر فيه معلولا بشكل خاص إذ توقد النار على قمم جبالها، تقليد يعود للعام 325م من قبل القديسة الأمبراطورة هيلانة، حيث يقال أنها عثرت على أجزاء من الصليب الذي يعتقد أن يسوع قد صلب عليه في مدينة أورشليم مخفيا في التراب، ولكي تقوم بإعلام ابنها الأمبراطور قسطنطين الأول الذي كان متواجدا في مدينة القسطنطينية، قاموا بإشعال النار على قمم الجبال الممتدة بين مملكة القدس والقسطنطينية، وكانت قمة جبل معلولا إحدى تلك القمم، وقد حوفظ على هذه التقليد في معلولا حتى الوقت الحاضر. ويعتبر من الأماكن المقدسة التي كان يقصدها المسيحيون والمسلمون قبل حجهم لمدينة القدس.

### مزار القديسة تقلا في اللاذقية
في العام 1849، عثر السكان المحليون في مدينة اللاذقية السورية على مغارة في إحدى البساتين وجد على جدرانها رسومات لرؤؤس حيوانات وبشر. عام 1943 بدأت أعمال تنقيب محلية متقطعة للكشف عن المغارة وترميمها. وعام 2009 تم افتتاحها رسميا كمزار ديني محلي للقديسة. وفق القصص المحلية فإن القديسة مرت في المدينة حوالي عام 40م واقامت في تلك المغارة. وعرفت منذ ذلك الوقت بمعجزاتها مثل شفاء المرضى. ويقال أنه في تلك المغارة تتساقط مياه مرتشحة من سقف المغارة الصخري طول اوقات العام من دون أن يعرف مصدره.

### آيه تيكلا، تركيا
توجد كنيسة «آية تيكلا» (بالتركية: Aya Tekla) في مقاطعة مرسين التركية عند ساحل البحر الأبيض المتوسط قرب مدينة سيليفيكه حيث تبعد حوالي 110 كم عن مدينة طرسوس التي ينحدر منها القديس بولس، وتحوي الكنيسة مغارة يعتقد بأن القديسة قد تنسكت فيه عدة اعوام عند تنقلها في المنطقة، وقد عثر على قبر هناك يعتقد البعض انها مدفونة فيه. طوال عدة اعوام، كانت المغارة تعتبر محط جذب سري للحجاج حتى فترة حكم الأمبراطور البيزنطي زينون الذي أمر ببناء كنيسة تكرم القديسة عند المقام في فترة أعوام 460-470 م، الكنيسة وملحقاتها من حمام ومنازل الآن عبارة عن بقايا أثرية.

### كاتدرائية طركونة
تعتبر القديسة تقلا شفيعة مدينة طركونة الإسبانية حيث تقيم كاتدرائية المدينة بقداس مخصص لها في يوم 23 سبتمبر وتقوم المدينة باقامة مهرجان سنوي احتفالا بتلك المناسبة. وقد بنيت الكاتدرائية عام 1184م على انقاض بازيلكية مسيحية والتي بدورها كانت مبنية على بقايا جامع مستعملا فن البناء القوطي والرومانسي.

### حول العالم
- سوريا: كنيسة القديسة تقلا في بلدة داريا في ريف دمشق.[25]
- لبنان: يقع دير مار تقلا في قرية الشحرور التابعة لمنطقة بعبدا للرهبان الموارنة والذي يعتقد أنه قد بني عام 1788م[26] بالإضافة إلى عدة كنائس متفرقة تحمل اسمها مثل كنيسة مار تقلا في بلدة بكاسين حيث تعتبر أيضا شفيعة البلدة.[27]
- إيطاليا: توجد ديامييس القديسة تقلا في مدينة روما تحمل اسمها وحيث اكتشف هناك مؤخرا من قبل علماء الآثار أيقونة للقديس بولس الرسول والتي كانت مخفية وتحت طبقات من الدهان والطحالب، وقد تم الكشف عنها باستخدام تقنيات متطورة بالليزر[28]، ويعتقد أنها أقدم اللوحات التي تمثل القديس بولس والتي تعود للقرن الرابع الميلادي.[29]
- الولايات المتحدة: توجد عدة كنائس أخرى مخصصة لاحتفال بالقديسة مثل كنيسة كلينتون تاونشيب في ميشيغن[30]، مدينة بيمبروك في ماساتشوستس[31]، ومركز القدسية تقلا في مدينة شيكاغو في إيلينوي.[32]
- السلفادور: سميت عدة قرى باسمها كما في «سانتا تيكلا» (بالإسبانية:Santa Tecla)
- ويلز: قرية لالينديغلا في شمال البلاد (بالويلزية: Llandegla).

## معرض الصور

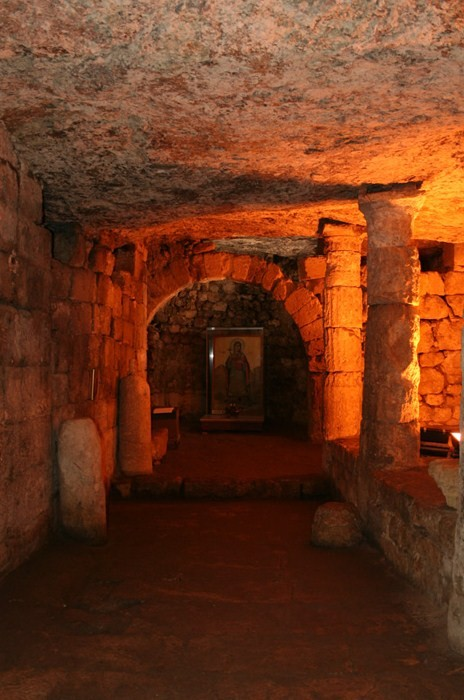
مزار القديسة تقلا في مدينة أياتكلا، تركيا
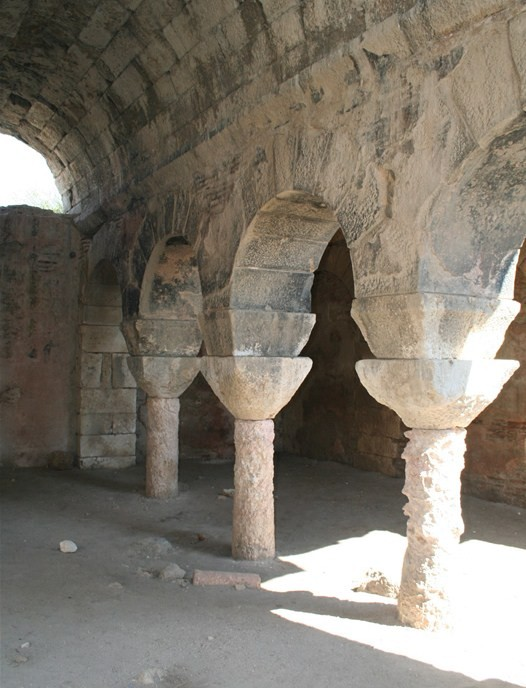
مزار القديسة تقلا في مدينة أياتكلا، تركيا
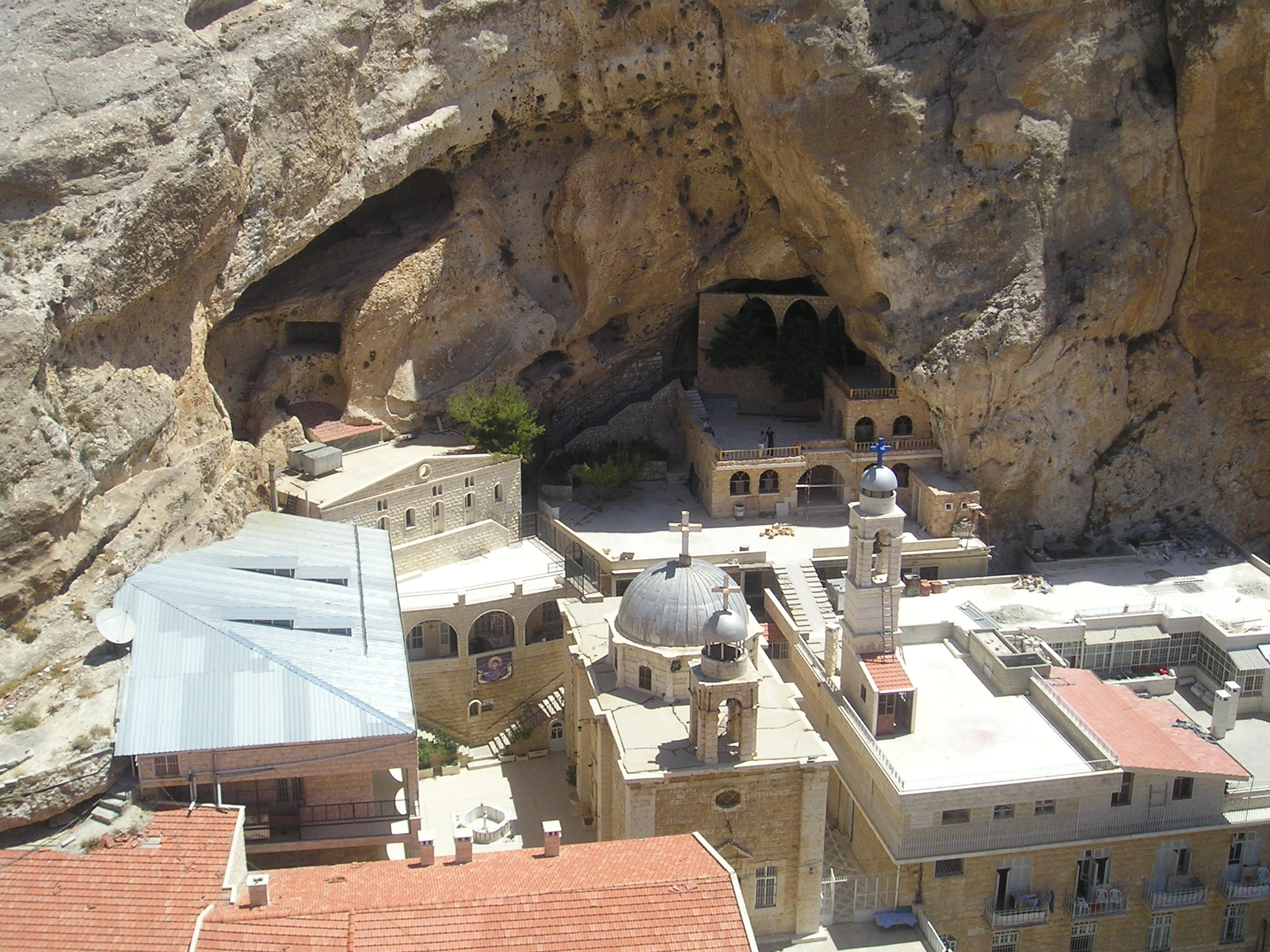
دير القديسة تقلا في معلولا
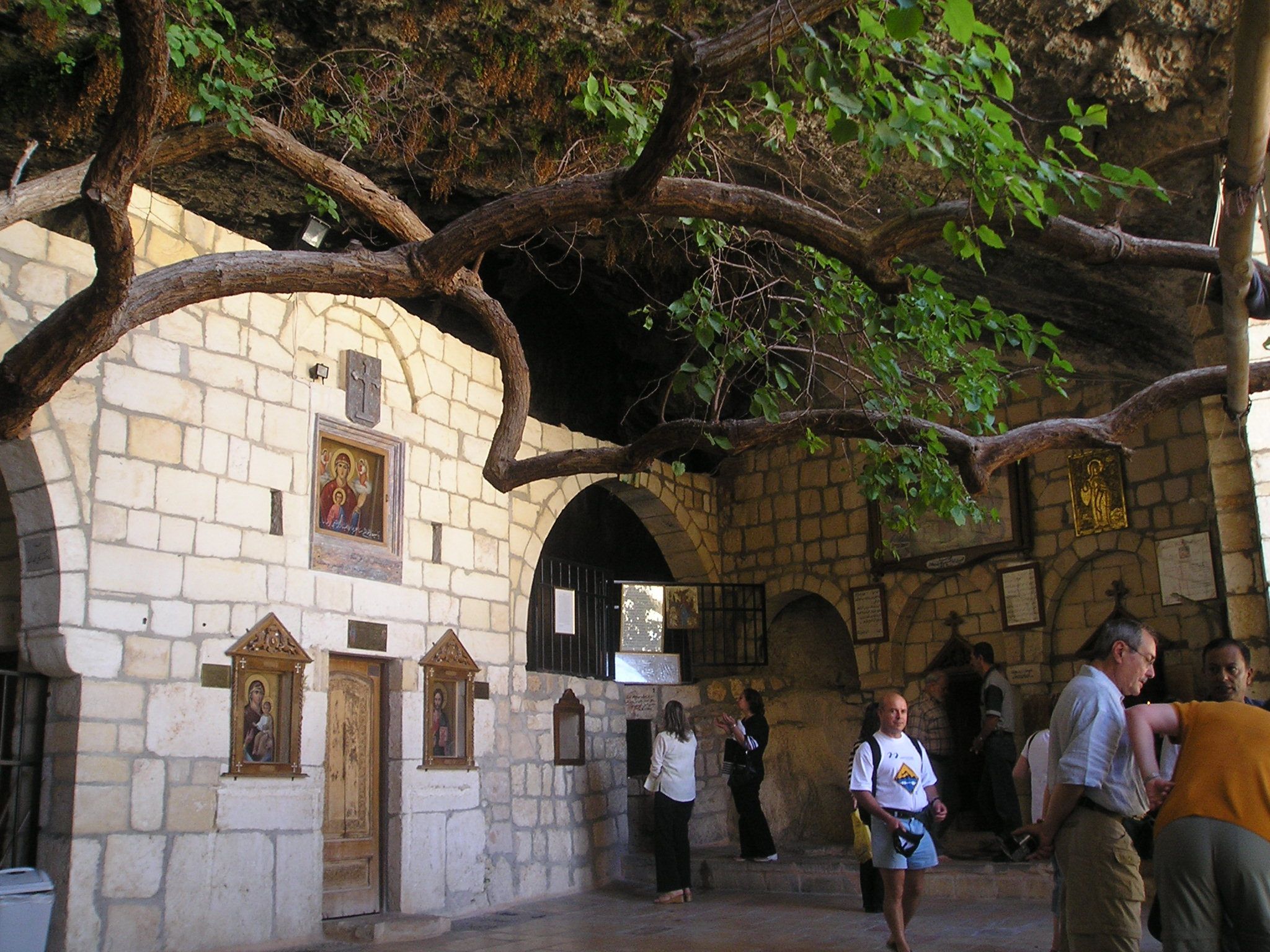
مدخل الكنيسة في الدير، معلولا
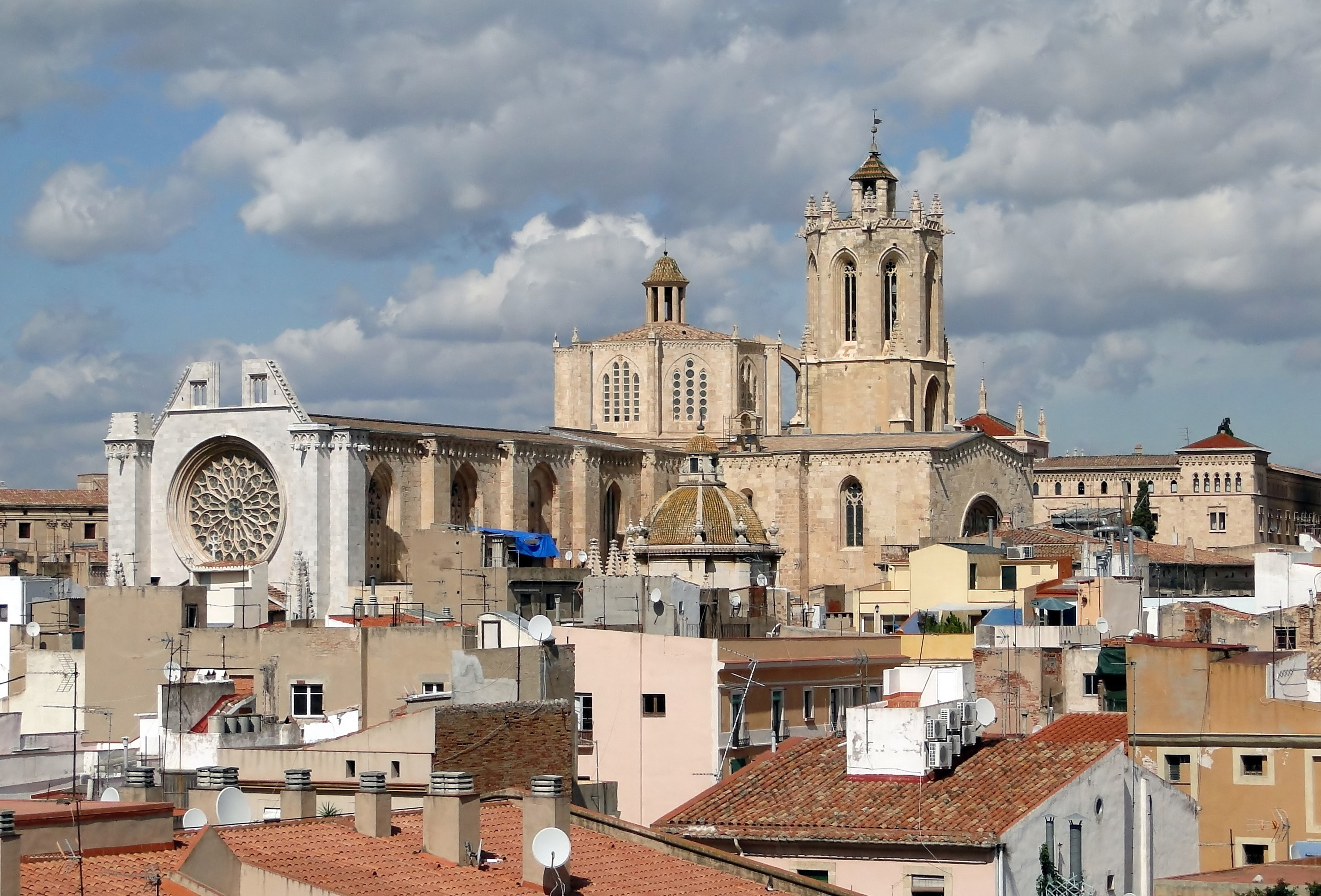
كاتدرائية مدينة طركونة في إسبانيا
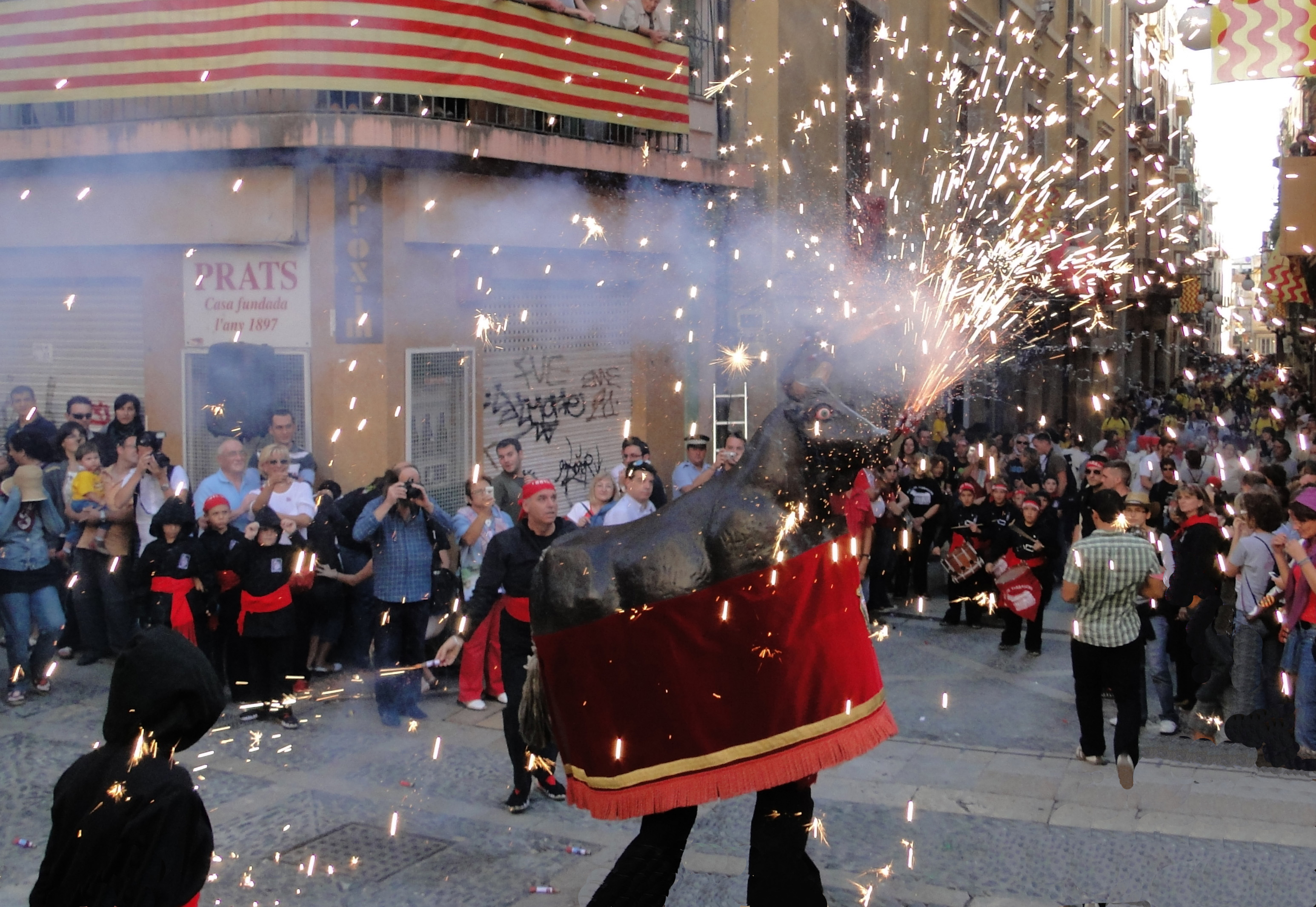
من مناظر الاحتفال في مهرجان القديسة تقلا في طركونة
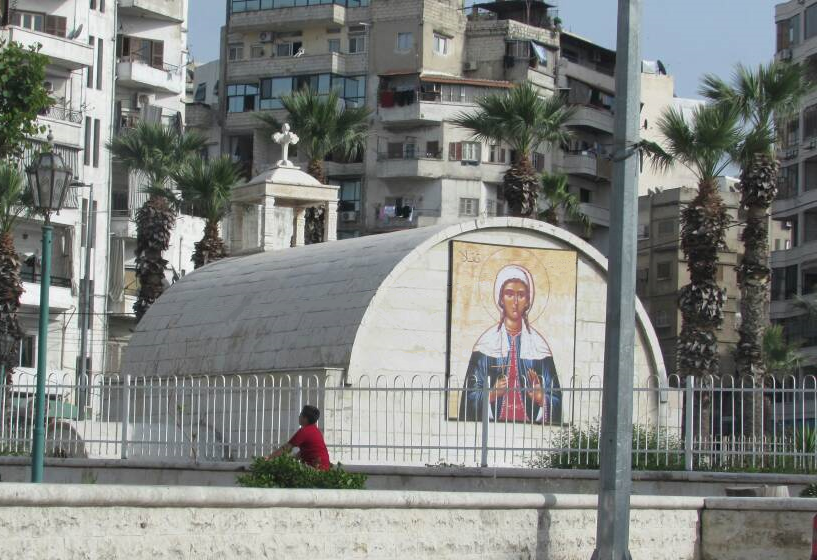
مزار القديسة تقلا في مدينة اللاذقية، سوريا
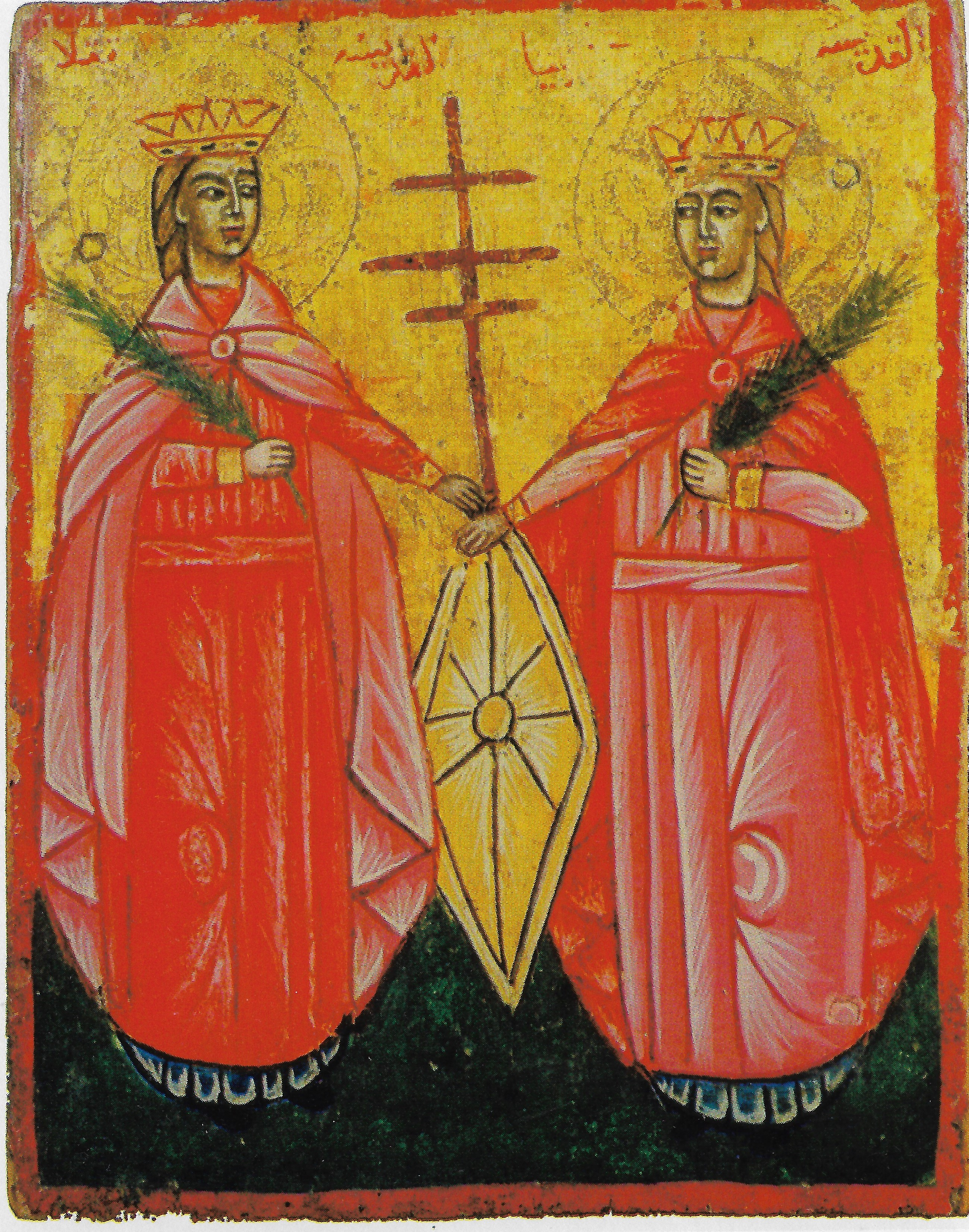
أيقونة القديستين تقلا وكاترينا في كنيسة يبرود الأثرية (كنيسة القديسين قسطنطين وهيلانة) في سوريا
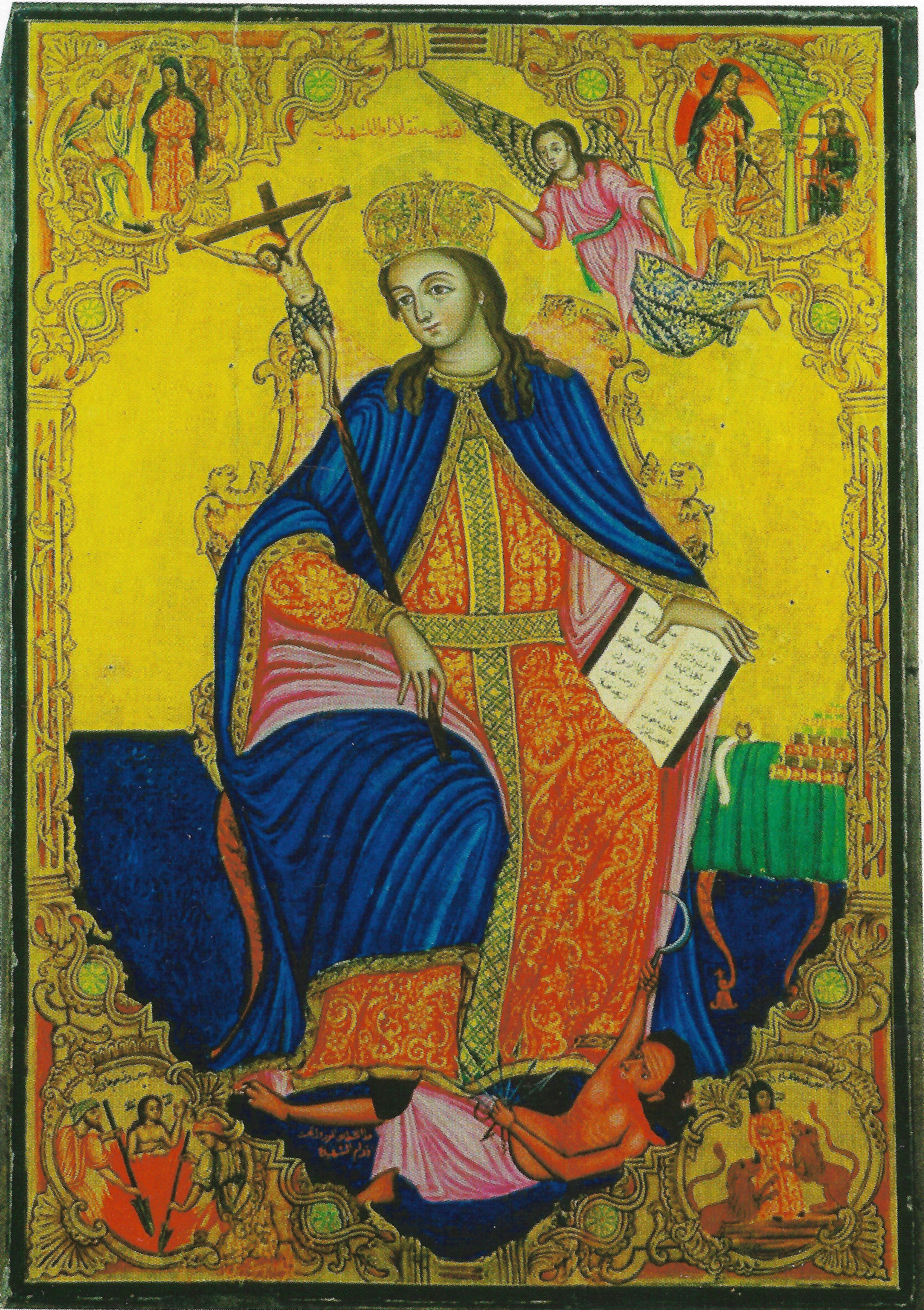
أيقونة القديسة تقلا في قرية زبوغا بلبنان